# Ponte Vescovo Jordan
Il ponte Vescovo Jordan (Most Biskupa Jordana in polacco) è un ponte pedonale di Poznań, in Polonia, che attraversa il fiume Cybina, affluente in sponda destra del fiume Warta, collegando il quartiere di Śródka con l'isola Ostrów Tumski.

## Storia

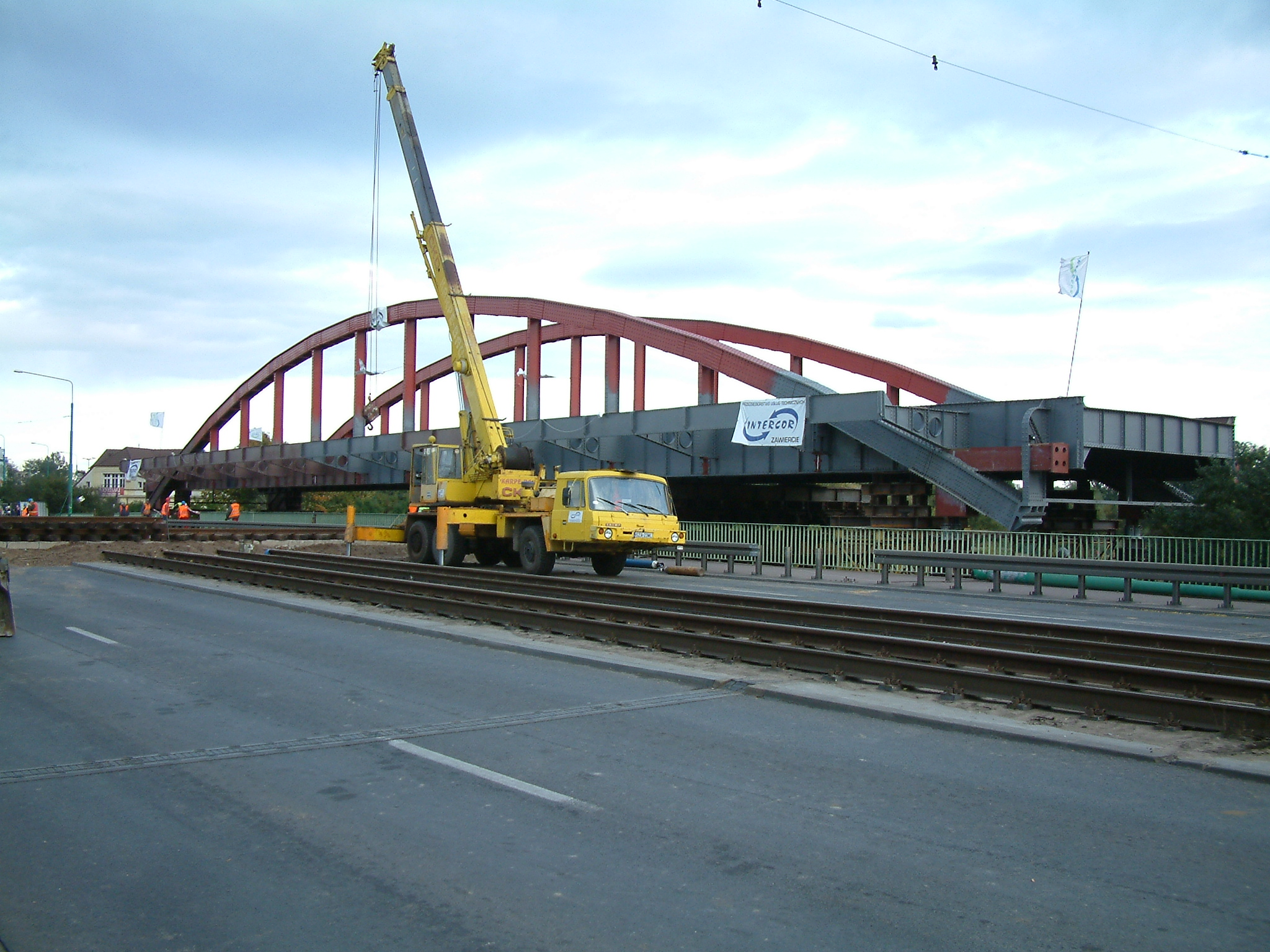
Lo spostamento della campata del ponte nel 2007

Nell'area dove si trova il ponte un antico attraversamento in legno venne eretto al tempo di Miecislao I di Polonia, permettendo il collegamento tra Ostrów Tumski, dove si trovava la residenza del principe, con la strada che conduceva a Gniezno e Ostrów Lednicki. Durante i lavori per la ricostruzione del ponte nel 2007 sono stati rinvenuti nell'alveo del fiume una serie di pali in quercia, risalenti probabilmente al X secolo.
Durante i secoli successivi si susseguirono diversi ponti in legno e metallo. In particolare nelle vedute di Braun e Hogenberg del XVII secolo è possibile vedere un ponte in legno con due torri di guardia.
Agli inizi del XX secolo, visto l'aumento delle merci che dovevano superare il torrente Cybina, i prussiani decisero di realizzare una nuova struttura in ferro. Il nuovo ponte venne inaugurato nel 1905, ma già dopo pochi anni alcuni difetti di costruzione resero necessaria la sua demolizione. Un nuovo attraversamento venne così completato nel 1913.
Il 5 settembre 1939 le truppe polacche in ritirata dalla città fecero saltare il ponte, che venne sostituito con una struttura temporanea in legno ad opera dei tedeschi. Al termine della guerra venne ricostruito un ponte con struttura in acciaio e impalcato in legno, che venne utilizzato fino al 1970: nel frattempo erano stati realizzati diversi altri ponti sulla Cybina, rendendo l'attraversamento in corrispondenza dell'odierno ponte Jordan non più necessario.
Nel 2007, per offrire un migliore collegamento tra gli storici quartieri di Śródka e Ostrów Tumski, si decise di ricostruire il ponte utilizzando come struttura portante una delle campate in acciaio del vecchio ponte di San Rocco sulla Warta, costruito nel 1949 su progetto di Lucjan Ballenstaedt e completamente ristrutturato, con la sostituzione delle campate, nel 2002.
Il nuovo ponte, inaugurato il 7 dicembre 2007, è stato dedicato a Jordan, primo vescovo di Poznań, vissuto nel X secolo.

## Descrizione

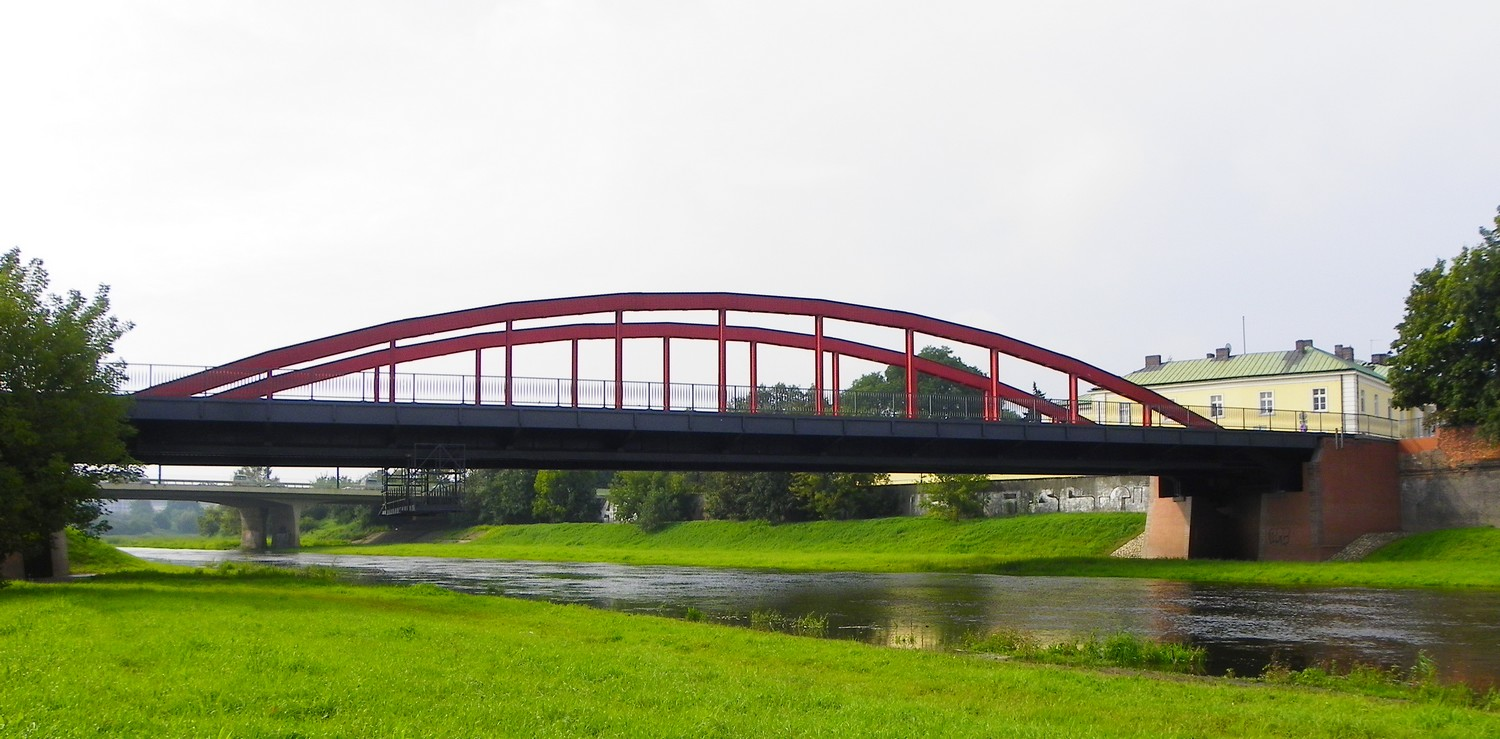
Vista laterale del ponte

Il ponte attraversa il fiume Cybina, affluente in sponda destra del fiume Warta, collegando il quartiere di Śródka con l'isola Ostrów Tumski, dove si trova la cattedrale dei Santi Pietro e Paolo. È situato subito a valle del ponte stradale Miecislao I.
È costituito da un'unica campata pedonale, di 70 metri di luce, sorretta da una coppia di archi in acciaio rivettato. La campata proviene dal vecchio ponte di San Rocco di Poznań progettato nel 1949 dall'ingegnere polacco Lucjan Ballenstaedt. La campata in acciaio ha una larghezza di 14,9 metri e un peso di 360 tonnellate, mentre la lunghezza complessiva del ponte è di 72,3 metri.